# Christina Adane
Christina Adane é uma ativista social britânica responsável pela campanha de alimentação de crianças desfavorecidas que tinham direito a refeições escolares gratuitas durante o período letivo, mas não possuíam esse direito nas férias de verão e, portanto, ficavam em risco de fome. Esta campanha recebeu destaque do jogador de futebol Marcus Rashford e, como resultado, o governo do Reino Unido mudou sua política em 2020. Adane foi uma das 100 mulheres da BBC do ano de 2020.

## Biografia
Adane frequentou o Grey Coat Hospital, uma escola em Westminster, Londres. Assim como Marcus Rashford, o jogador de futebol, Adane havia recebido refeições escolares gratuitas e, portanto, era uma forte ativista para acabar com a fome infantil na Grã-Bretanha e queria garantir que as refeições gratuitas, essenciais para crianças desfavorecidas no período letivo não fossem retiradas durante as férias escolares. 
Sua campanha começou na escola quando ela tinha apenas 11 anos com um pijama e uma arrecadação de fundos para a crise do ebola.
Adane é copresidente do conselho juvenil da Bite Back 2030, uma organização que visa capacitar os jovens a liderar a campanha contra as injustiças no atual sistema alimentar e o direito da próxima geração a uma alimentação saudável. Durante o bloqueio para a pandemia de coronavírus, Adane respondeu a perguntas na BBC News, sobre a pesquisa que esta organização realizou com a Guy's and St.
Tendo iniciado uma petição de rápido crescimento em nome de 1,4 milhão de crianças no Reino Unido que dependem de refeições escolares gratuitas fora do período letivo, que atraiu 100.000 assinaturas em uma semana, sua petição acabou sendo apoiada por mais de 430.000 assinaturas. Ela falou sobre o direito de todas as crianças à alimentação e sobre esta petição (depois que o Parlamento do Reino Unido votou contra a extensão das refeições escolares gratuitas durante a pandemia), por exemplo, no WE Day com o famoso chef Jamie Oliver, e em outros eventos de empoderamento juvenil, como o Festival Poder da Juventude, que apresenta jovens ativistas e tem 1000 organizações parceiras com o objetivo de mudar a forma como os jovens são vistos pela sociedade.
A campanha de Adane foi apoiada por Marcus Rashford. Adane foi reconhecida por seu trabalho quando foi incluída no BBC 100 Mulheres. Rashford foi creditado por forçar o governo a repensar o financiamento da merenda escolar, mas Adane era quem estava por trás da campanha. Ela apoiou movimentos para refeições mais nutritivas nas escolas para que nenhuma criança cresça em um deserto alimentar.